# IC 5056
IC 5056 је ознака објекта на координатама са ректансцензијом 20h 49m 0,0s и деклинацијом - 39° 10" 54'. Открио га је Делајл Стјуарт, 1899. године. Каснијим посматрањима на том положају није уочен никакав астрономски објекат.